# 一宮市立葉栗中学校
一宮市立葉栗中学校（いちのみやしりつ はぐりちゅうがっこう）は、愛知県一宮市高田にある公立中学校。

## 概要
- 一宮市葉栗校区の中学校一覧であり、光明寺、笹野、更屋敷、杉山、田所、大毛、佐千原、島村、高田、富塚、中島通5丁目（一部）が校区である[1]。
- 一宮市立葉栗北小学校、一宮市立葉栗小学校の児童が進学する。

## 沿革
- 1947年（昭和22年）
  - 4月1日 - 開校。
  - 4月18日 - 開校式を行う。
- 1948年（昭和23年）11月8日 - 校舎が完成する。
- 1949年（昭和24年）3月22日 - 南舎が完成する。
- 1960年（昭和35年）3月 - 新校舎（鉄筋コンクリート造）が完成する。
- 1963年（昭和38年）9月 - 校舎を増築する。
- 1964年（昭和39年）3月 - 体育館が完成する。
- 1972年（昭和47年） - 校舎を増築する。
- 1976年（昭和51年）2月 - 校舎を増築する。
- 1979年（昭和54年）3月20日 - 校舎を増築する。
- 1985年（昭和60年）6月24日 - プールが完成する。
- 1992年（平成4年）4月13日 - 武道場が完成する。

## 交通アクセス
- 名鉄バス光明寺線「大毛」バス停より徒歩約5分。

名鉄一宮駅バスターミナルより10系統・11系統

## 周辺施設
- 一宮市立葉栗小学校
- 愛知県立一宮北高等学校
- 愛知県立一宮特別支援学校
- 一宮市葉栗出張所
- 東海北陸自動車道一宮木曽川IC